# Stowarzyszenie Pracowników Socjalnych Sierra Leone
Stowarzyszenie Pracowników Socjalnych Sierra Leone (ang. Sierra Leona Association of Social Worker, SLASOW) – stowarzyszenie zrzeszające pracowników socjalnych w Sierra Leone z siedzibą we Freetown.
Organizacja powstała we wrześniu 2015. W maju 2016 przeprowadzono badania dotyczące funkcjonalności pracy socjalnej w Sierra Leone, jako zawodu. W 2017 przystąpiono do Międzynarodowej Federacji Pracowników Socjalnych. Stowarzyszenie współpracuje  z przedstawicielami innych zawodów, którzy mają wpływa na środowiskową pracę socjalną, a zatem m.in. z nauczycielami, czy pielęgniarkami, a także z organizacjami społecznymi. Jest organizatorem działań propagujących pracę socjalną, w tym audycji radiowych.
W 2020 organizacja liczyła ponad 150 członków. Jej prezydentem jest George Mansaray (2020).